# Benton City
Benton City – wieś w Stanach Zjednoczonych, w stanie Missouri, w hrabstwie Audrain.